# زبان لاکی
زبان لاکی یکی از زبان‌های ناخوداغستانی است. این زبان مورد استفادهٔ لاک‌هاست که در داغستان روسیه می‌زیند. این زبان دربردارندهٔ وام واژگان بسیاری از زبان‌های فارسی، عربی و ترکی است. پس از انضمام داغستان به روسیه و سپس اتحاد جماهیر شوروی، بیشترین حجم وامواژگان در لاکی نصیب زبان روسی گردید.